# Jack Cummings (director)
John "Jack" Cummings (16 de febrero de 1905 - 28 de abril de 1989) fue un productor y director de cine estadounidense. Era más conocido por ser un productor líder en MGM. Fue el segundo marido de Betty Kern, hija de Jerome Kern.
Cummings pasó la mayor parte de su carrera en el estudio de su tío Louis B. Mayer, Metro-Goldwyn-Mayer, donde comenzó a trabajar en la década de 1920. Mayer comenzó a trabajar con su sobrino como un oficinista y esperaba que se abriera camino a través de las filas.
Cummings se convirtió en productor de personal en MGM en 1934, donde trabajó en la unidad de funciones B durante dos años. En 1936, produjo el extravagante musical de Cole Porter Born to Dance, que estableció su reputación como un productor respetado. Cummings permaneció en MGM incluso después de que su tío fuera despedido del estudio en 1951, trabajando con talentos como los Hermanos Marx, Red Skelton, Esther Williams y Fred Astaire y produciendo algunos de los musicales más conocidos de la época, incluyendo Kiss Me Kate de 1953 y Seven Brides for Seven Brothers en 1954, por lo que recibió una nominación al Oscar. Dejó MGM para convertirse en un productor independiente afiliado a Twentieth Century-Fox y produjo el remake de 1959 de The Blue Angel y la versión cinematográfica de 1960 del musical Abe Burrows-Cole Porter Broadway Can-Can. En 1964, regresó a MGM por última vez para producir el musical de Elvis Presley Viva Las Vegas. Otros créditos incluyeron Easy to Wed, It Happened in Brooklyn, Three Little Words, The Last Time I Saw Paris, Interrupted Melody, y The Teahouse of the August Moon.

## Biografía
Jack Cummings era hijo de Ida Mayer Cummings, hermana de Louis B. Mayer. Tenía dos hermanas, Ruth (casada con el director de cine Roy Rowland) y Mitzi (casada con el productor de cine Sol Baer Fielding), así como un hermanastro más joven, Leonard 'Sonny' Cummings. 
Se puso a trabajar en el departamento de utilería de MGM cuando tenía diecisiete años. Trabajó como oficinista, script clerk, asistente de dirección y director de temas cortos para los estudios MGM antes de producir su primer largometraje, The Winning Ticket en 1934. 
Trabajó durante tres años en Interrupted Melody. También pasó varios años desarrollando Siete novias para Siete Hermanos.
En marzo de 1955, Cummings anunció que dejaría MGM una vez que se agotaran los 18 meses restantes de su contrato.
En junio de 1957 formó una compañía con Louis B. Mayer para hacer dos películas. El Árbol del Dragón y pintar tu carro. Sin embargo, Mayer murió antes de que se pudiera hacer cualquiera de las dos cosas. En junio de 1958, Cummings firmó un acuerdo con 20th Century Fox.

### Vida personal
El Sr. Cummings fue sobrevivido por sus cuatro hijas, Julie Cummings Siff, de Manhattan, Kathy Cummings St. Aubin, de Los Ángeles, Linda Kern Cummings, de Danville, Ky. y Carla Luisa Cummings, de Los Ángeles.

## Filmografía parcial
- El billete ganador (1935)
- Escapadas a Tarzán (1936)
- Nacido para bailar (1936)
- Melodía de Broadway de 1938 (1937)
- Yellow Jack (1938)
- Escucha, cariño (1938)
- Honolulu (1939)
- Melodía de Broadway de 1940 (1940)
- Dos chicas en Broadway (1940)
- Ir al Oeste (1940)
- Barco Ahoy (1942)
- I Dood It (1943)
- Ritmo de Broadway (1944)
- Belleza de baño (1944)
- Fácil de casar (1946)
- Sucedió en Brooklyn (1947)
- Fiesta (1947)
- El romance de Rosy Ridge (1947)
- La historia de Stratton (1949)
- La hija de Neptuno (1949)
- Dos semanas de amor (1950)
- Tres Palabritas (1950)
- Disculpe mi polvo (1951)
- Carnaval de Texas (1951)
- Lovely to Look At At (1952)
- Sombrero (1953)
- Dale un respiro a una chica (1953)
- Bésame Kate (1953)
- Siete novias por siete hermanos (1954)
- La última vez que vi París (1954)
- Muchos ríos que cruzar (1955)
- Melodía interrumpida (1955)
- La casa de té de la luna de agosto (1956)
- El Ángel Azul (1959)
- Can-Can (1960)
- La segunda vez (1961)
- Piso de Licenciatura (1962)
- Viva La Vegas (1964)
- Pipe Dreams (1976)

## Premios y reconocimientos
Premios Óscar
| Año  | Categoría      | Película                         | Resultado |
| ---- | -------------- | -------------------------------- | --------- |
| 1955 | Mejor película | Siete novias para siete hermanos | Nominado  |